# Папа Јован VII
Папа Јован VII (лат. Ioannes Septimus; 18. октобар 707.) је био 86. папа од 1. марта 705. до 18. октобра 707.